# 울트론
울트론(Ultron, 얼트론)은 마블 코믹스의 만화책에 등장하는 등장인물이자 슈퍼빌런이다. 1968년 <어벤저스 54호>에 첫 등장. 어벤저스의 멤버인 토니 스타크에 의해서 개발된 인공지능 로봇. 뛰어난 지능을 가졌지만, 스타크로 인해 인류에 대한 증오와 창조자에 대한 질투를 주요 감정으로 갖게 되었다. 스스로를 개조하면서 인공지능을 진화시켰다.
소코비아를 공중에서 떨어트려 인류를 멸망시키려고 했지만 어벤져스 때문에 실패하고 말았다. 결국 비전의 마인드 스톤 빔으로
소멸되고 만다.